# Suspicious River
Suspicious River è un film del 2000 diretto da Lynne Stopkewich.

## Trama
Leila è una giovane donna sposata che si vende per soldi agli ospiti del motel dove lavora come receptionist.